# GM Lambda
Lambda — платформа для среднеразмерных моно- и полноприводных кроссоверов, разработанная концерном General Motors. Создана на основе Epsilon, на базе которой были спроектированы такие автомобили, как Opel Vectra C, Saab 9-3, Chevrolet Malibu и другие.
Была анонсирована в 2006 году на Североамериканском международном автосалоне (концепт-кар Buick Enclave) и, несколько позднее, на Нью-Йоркском автосалоне (Saturn Outlook). Последний вместе с соплатформенником GMC Acadia встал на конвейер в том же 2006 году, Enclave — в апреле 2007, Chevrolet Traverse — спустя ещё год.

## Особенности
Кроссоверы на этой платформе отличаются наличием полноценного третьего ряда сидений. На них устанавливался 3,6-литровый V6 двигатель линейки High Feature с внутренним кодом LY7. Начиная с модельного 2009 года появился модернизированный 3,6-литровый двигатель LLT с технологией прямого впрыска топлива (GDI), позволившей повысить экономичность, мощность и крутящий момент. Были предположения, что GM обновит линейку двигателей V8 с целью установки на премиальные версии, но проект модернизации был отменён, и комплектаций Lambda-кроссоверов с V8 не предлагалось.
Автомобили на базе платформы Lambda выпускались на новом сборочном заводе Lansing Delta Township Assembly недалеко от Лансинга, штат Мичиган. Производство Chevrolet Traverse первоначально стартовало в сентябре 2008 года на переоборудованном заводе Spring Hill Assembly Plant в Теннесси, но позднее было перенесено в Лансинг. Производство Saturn Outlook было прекращено в октябре 2009 года, тогда же были остановлены все конвейеры и начата процедура ликвидации бренда Saturn.
Несколько позднее GM провела рестайлинг своих одноплатформенных моделей: GMC Acadia (за основу было взято не увидевшее свет второе поколение Saturn Outlook), Buick Enclave и Chevrolet Traverse.
Рассматривалась возможность замены минивэнов, построенных на предшествующей U-платформе, новыми поколениями 2009 модельного года с использованием платформы Lambda, но из-за снижения уровня продаж эти планы были отменены.

### Автомобили
Автомобили, построенные на этой платформе:
- Saturn Outlook (2006—2009)
- GMC Acadia (2006—2015)
- GMC Acadia Limited (2016)
- Buick Enclave (2007—2016)
- Chevrolet Traverse (2008—2016)
- Chevrolet Traverse Limited (2017)

## Продажи
| Календарный год | Общие продажи | Acadia | Enclave | Outlook | Traverse |
| --------------- | ------------- | ------ | ------- | ------- | -------- |
| 2006            | 624           | 480    | -       | 144     | -        |
| 2007            | 136,799       | 72,765 | 29,286  | 34,748  | -        |
| 2008            | 145,942       | 66,440 | 44,706  | 25,340  | 9,456    |
| 2009            | 201,159       | 53,820 | 43,150  | 13,115  | 91,074   |
| 2010            | 230,465       | 68,295 | 55,426  | -       | 106,744  |
| 2011            | 244,811       | 79,288 | 58,392  | -       | 107,131  |
| 2012            | 220,589       | 78,280 | 56,703  | -       | 85,606   |
| 2013            | 246,794       | 89,793 | 60,534  | -       | 96,467   |
| 2014            | 250,215       | 83,972 | 62,300  | -       | 103,943  |
| 2015            | 278,419       | 96,393 | 62,081  | -       | 119,945  |